# Wazup
 (avril 2020).
Wazup est un magazine culturel destiné à la famille diffusé sur Gulli depuis le 8 septembre 2014 vers 20 h 55 en lieu et place de Gulli Mag.
À l'origine, l'émission était diffusé sur Canal J depuis le 13 septembre 2010 vers 19 h 55.

## Principe
À travers plusieurs rubriques, l'émission retrace l'actualité culturelle du moment. Les jeunes téléspectateurs de l'émission peuvent proposer des reportages, interroger des personnalités ou passer à l'antenne via le site de Gulli pour donner leurs avis sur un sujet et attribuer une note sur 5,.

## Diffusion
L'émission était diffusé du lundi au vendredi à 19 h 55 sur Canal J et était destiné aux adolescents (8-14 ans).
Depuis le 8 septembre 2014, l'émission est transféré sur Gulli (chaîne faisant partie du même groupe que Canal J) avec une couleur verte au-lieu de orange du lundi au vendredi vers 20 h 30 et se destine aux 6-12 ans.
Depuis le 9 mars 2020, l'émission se consacre à un public familial.
Jusqu'en mars 2020, l'émission du vendredi était consacré aux jeux vidéo. Depuis le 9 mars 2020, cette émission est déplacée au lundi.
Des émissions spéciales sont diffusés au cours de l'année sur divers événements comme pour la semaine de la presse et des médias dans l'école.

## Identité visuelle

Logo permanent lors de la diffusion sur Canal J.
Logo du 8 septembre 2014 au 6 mars 2020.
Logo depuis le 9 mars 2020.

## Audiences
Selon le producteur exécutif de l'émission, Wazup rassemble chaque soir 104 000 téléspectateurs en moyenne.